# Руссо, Георгий Андреевич
Гео́ргий Андре́евич Руссо́ (настоящая фамилия — Богоя́вленский; 25 октября 1901 — 5 февраля 1966, Москва) — советский гидростроитель. Герой Социалистического Труда.

## Биография

Могила Руссо на Новодевичьем кладбище Москвы.

Георгий Богоявленский родился 12 (25 октября) 1901 года в деревне Юрьевское (ныне — Малоярославецкий район, Калужская область). Учился в духовном училище и семинарии в Калуге, в 1918 году окончил школу второй ступени, после чего работал на железной дороге. В 1920—1924 годах служил в РККА, участвовал в боях Гражданской войны. В 1923 году сменил фамилию на Руссо.
В 1929 году Руссо окончил МВТУ имени Н. Э. Баумана, после чего работал на строительстве Днепрогэса. В 1932—1937 годах работал в Управлении строительства канала Москва—Волга имени Москвы, пройдя путь от начальника отделения до начальника технического отдела. С 1937 года работал начальником проектного отдела и помощником главного инженера Управления строительства Куйбышевского гидроузла, а с 1940 года — заместителем начальника и главного инженера Московского проектного управления Главгидростроя НКВД СССР.
В начале Великой Отечественной войны Руссо занимал должность начальника Военно-инженерного отдела Главного управления оборонных работ НКВД СССР. С апреля 1942 года он был заместителем начальника и главного инженера Проектно-изыскательского управления гидротехнических работ Главпромстроя НКВД СССР. При его активном участии проектировались и строились канал Волга-Дон, Цимлянская ГЭС и Донская шлюзовая лестница, ставшие для своего времени беспримерными по масштабам и скорости строительства гидротехническими сооружениями. С марта 1950 года Руссо был заместителем начальника и главного инженера Управления проектирования, изысканий и исследований для строительства гидротехнических сооружений «Гидропроект» МВД СССР. Кандидат технических наук. Инженер-полковник.
В июле 1954 года Руссо был уволен в запас и направлен на работу в Министерство электростанций СССР.
Скончался 5 февраля 1966 года. Похоронен в Москве на Новодевичьем кладбище Москвы (участок № 6)

## Награды и премии
- Герой Социалистического Труда (19 сентября 1952 года) — за «особые выдающиеся заслуги и самоотверженную работу по строительству и вводу в эксплуатацию Волго-Донского судоходного канала имени В. И. Ленина, Цимлянской гидроэлектростанции и сооружений для орошения первой очереди в 100 тысяч гектаров засушливых земель Ростовской области»[1].
- Сталинская премия второй степени (1950) — за разработку проекта водного пути
- Сталинская премия первой степени (1951) — за разработку проектного задания Куйбышевской ГЭС на Волге
- два ордена Ленина (19.9.1952; 9.8.1958)
- два ордена Трудового Красного Знамени (14.7.1937; 23.11.1961)
- орден Красной Звезды (20.3.1952)
- медали[1].